# 蒙布伊
蒙布伊（法語：Montbouy，法語發音：[mɔ̃bwi]）是法国卢瓦雷省的一个市镇，属于蒙塔日区。

## 地理
蒙布伊（47°51'41"N, 2°49'12"E）面积26.73 平方千米，位于法国中央-卢瓦尔河谷大区卢瓦雷省，该省份为法国中北部省份，北起埃松省，西北接厄尔-卢瓦省，西南接卢瓦-谢尔省，南至涅夫勒省和谢尔省，东临约讷省，东北接塞纳-马恩省。
与蒙布伊接壤的市镇（或旧市镇、城区）包括：日莱诺南、阿韦龙河畔拉沙佩勒、勒纳尔堡、沙蒂永科利尼、蒙克雷松、韦尼松河畔诺让、普雷西尼莱潘、圣热纳维耶韦-代布瓦。

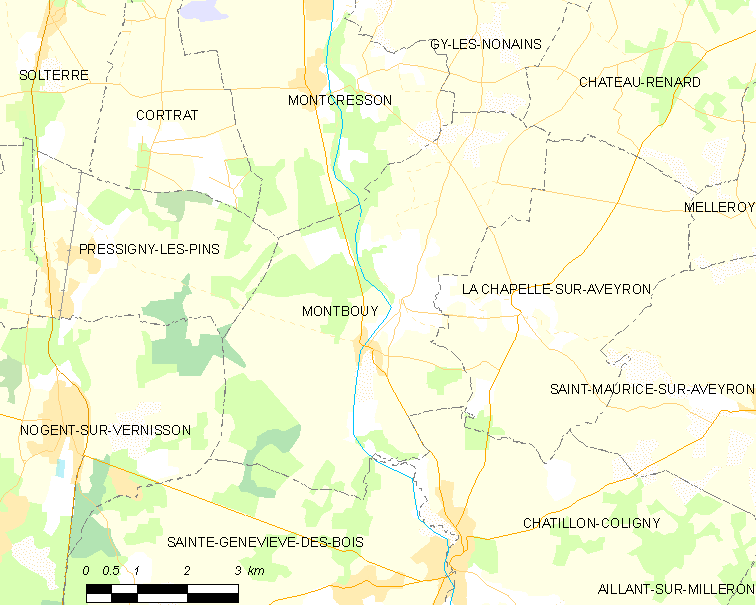
蒙布伊的OSM定位图

蒙布伊的时区为UTC+01:00、UTC+02:00（夏令时）。

## 行政
蒙布伊的邮政编码为45230，INSEE市镇编码为45210。

## 政治
蒙布伊所属的省级选区为洛里斯县。

## 人口

1962-2008年间蒙布伊人口变化图示

蒙布伊于2022年1月1日时的人口数量为727人。